# I misteri d'Italia
I misteri d'Italia è una raccolta postuma di articoli di Dino Buzzati dedicati ai fenomeni parapsicologici, alla magia, alle apparizioni e ad altri avvenimenti all'apparenza paranormali pubblicata da Mondadori nel 1978. Il libro raccoglie dieci articoli pubblicati sul Corriere della Sera  nel 1965 col titolo In cerca dell'Italia misteriosa e altri articoli sulla stessa tematica. Nel volume è incluso anche un inedito, Lo spirito in granaio, variante di Batticuore a mezzanotte: c'è un fantasma nel granaio, altro testo presente nella raccolta. Con sferzante umorismo Buzzati smaschera i fenomeni paranormali e analizza le isterie collettive dell'Italia del dopoguerra.

## Gli articoli
- Batticuore a mezzanotte: c'è un fantasma nel granaio
- Gli angoli strani del Veneto
- La caramella stregata vola per quattro chilometri
- Fellini per il nuovo film ha fatto incontri paurosi
- Un pittore morto da 70 anni ha dipinto un paesaggio a Torino
- I bimbi concepiti oggi saranno tutti maschietti?
- La storia del bambino-feticcio
- “Check-up” in dieci minuti dalla signora Pasqualina
- Il segreto dell'ammiraglio
- Melinda, strega per forza
- Un memorabile venerdì
- La Madonna appare così
- La bella indemoniata
- Festa in villa col mago
- Lo spirito in granaio
- Il veggente prende un granchio sulla data della propria morte
- Tre storie del Veneto
- Si chiama disco volante il diavolo dei nostri giorni
- Dobbiamo rassegnarci: i dischi non esistono